# مسجد جامع و حسینیه سرمک
مسجد جامع و حسینیه سرشک در نطنز، محله سرشک، خیابان آیت الله انصاری سرشکی واقع شده و این اثر در تاریخ ۲۵ اسفند ۱۳۷۹ با شمارهٔ ثبت ۳۲۵۱ به‌عنوان یکی از آثار ملی ایران به ثبت رسیده است.